# Шишковка (Корюковский район)
Шишко́вка (укр. Шишківка) — село в Корюковском районе Черниговской области (Украина), центр Шишковского сельсовета. Расположено на севере района, на берегу реки Слот, правого притока реки Ревна. Население 432 человека (2001 год).

## Адрес местного совета
15310, Черниговская обл., Корюковский р-н, с. Шишковка, ул. Центральная, 22

## Известные уроженцы
- Бордаков, Григорий Фокович — Герой Советского Союза.